# 81-540.1/541.1
81-540.1/541.1 (также неофициально «Бо́инг») — тип электровагонов метропополитена, переоборудованных в 1997 году на заводе ЗАО «Вагонмаш» в Санкт-Петербурге из кузовов разукомплектованных опытных вагонов  81-550/551/552, непошедших в серийное производство и пассажирскую эксплуатацию на линии. Вагоны 81-550/551/552 были продемонстрированы 15 ноября 1995 года на станции «Площадь Восстания» в честь 40-летнего юбилея Петербургского метрополитена. В свою очередь вагоны 81-550/551/552 являются дальнейшим развитием экспериментальных вагонов 81-720.1/721.1, проходивших испытания в Московском метрополитене.
На вагонах типа 81-540.1/541.1 после их переоборудования из 81-550/551/552 была установлена реостатно-контакторная система управления коллекторными электродвигателями (аналогично стандартным вагонам 81-717/714 и их модификациям), и, ввиду снижения их мощности по сравнению с асинхронным электропоездом 81-550/551/552, из которых вагоны типа  81-551 были промежуточными безмоторными, все промежуточные вагоны стали моторными. Два головных вагона №№ 10221—10222 получили обозначение 81-540.1, а промежуточные — 81-541.1.
Внешнее освещение переоборудованных головных вагонов расположено под лобовым стеклом вагонов и состоит из 6 фар.
В вагонах установлена система принудительной вентиляции, однако это не повлияло на установку одинарных стёкол с форточками.
Существовала версия, что прозвище «Боинг» электропоезд получил за очертания кабины машиниста, внешне напоминающей фюзеляж, а также по черпакам принудительной вентиляции, похожих на обшивку самолёта, и отсутствие скруглений кузова.
После переоборудования состав поступил в электродепо ТЧ-4 «Северное» Петербургского метрополитена для испытаний системы автоведения «Движение» (ПА-КСД, поездная автоматическая комплексная система), после чего был переведён в «ТЧ-3 «Московское». Эксплуатируется на Московско-Петроградской линии.

## Конструктивные особенности и нарекания
В связи с существовавшей проблемой функционирования состава в случае поломки, неисправности или прохождения планового ремонта хотя бы одного вагона (на Московско-Петроградской линии поезда эксплуатируются в 6-вагонной составности), в 2009 году была проведена модернизация, после которой состав приобрёл техническую возможность сцепа со стандартными вагонами серии 81-717/714.

## В культуре

### Документальные фильмы
О модели рассказывается в документальном фильме, посвящённом истории подвижного состава Петербургского метрополитена.

### Компьютерные игры
Вагоны 81-540.1/541.1 группой разработчиков-энтузиастов воссозданы в дополнении (моде) «Metrostroi Subway Simulator» к игре «Garry's Mod» в Steam, функционируют в виде аддонов в Steam Workshop. Дополнение отличается от других компьютерных симуляторов поезда высокой реалистичностью и широкой кастомизацией каких-либо действий.